# Remanzacco
Remanzacco es una localidad y comune italiana de la provincia de Udine, región de Friuli-Venecia Julia, con 5.984 habitantes.

## Evolución demográfica
| Gráfica de evolución demográfica de Remanzacco entre 1861 y 2001 |
|                                                                  |
| Fuente ISTAT - elaboración gráfica de Wikipedia                  |